# Discomiosis crescentifera
Discomiosis crescentifera är en fjärilsart som beskrevs av W. Warren 1902. Discomiosis crescentifera ingår i släktet Discomiosis och familjen mätare. Inga underarter finns listade i Catalogue of Life.